# George Bowyer, 7. Baronet
Sir George Bowyer, 7. Baronet (* 8. Oktober 1811 in Radley bei Abingdon (Oxfordshire); † 7. Juni 1883 in London) war ein britischer Rechtsanwalt und Politiker.

## Leben
George Bowyer entstammte einer Familie, die sich im frühen 17. Jahrhundert in Denham Court in Buckinghamshire niedergelassen hatte. Im Juni 1660 wurde das Oberhaupt der Familie, Sir William Bowyer, 1. Baronet, von König Karl II. zum Baronet erhoben. Der 7. Baronet wurde 1811 auf dem Landsitz seines Vaters, des britischen Politikers Sir George Bowyer, 6. Baronet, in Radley geboren. Seine Mutter Anne Hammond war eine Tochter von Captain Sir Andrew Snape Douglas. Sein Großvater, Sir George Bowyer, 5. Baronet, diente als Admiral der Royal Navy.
Bowyer war zuerst für eine militärische Laufbahn vorgesehen und besuchte daher einige Zeit als Kadett die Royal Military Academy Woolwich. Da er sich aber mehr für Jura interessierte, studierte er seit Juni 1836 Rechtswissenschaften am Middle Temple und wurde dort am 7. Juni 1839 als Anwalt zugelassen. Fünf Tage später wurde er zum Ehren-Master of Arts der University of Oxford ernannt. Daraufhin praktizierte er als Anwalt für Grundstücksfragen. Aufgrund seiner Niederschrift verdienstvoller juristischer Werke verlieh ihm die Universität Oxford am 20. Juni 1844 die Ehrendoktorwürde des Privatrechts. Später amtierte er als  Friedensrichter und Deputy-Lieutenant der Grafschaft Berkshire.
Im Juli 1849 kandidierte Bowyer, der auch eine politische Karriere anstrebte, erfolglos für Reading um einen Sitz im Parlament. 1850 wurde er Lehrer an der Rechtsschule des Middle Temple und veröffentlichte seine dort gehaltenen Vorlesungen. Ebenfalls 1850 trat er vom anglikanischen Protestantismus zur Römisch-katholischen Kirche über. Als Papst Pius IX. im Herbst 1850 England zum Ärger der britischen Protestanten in katholische Diözesen einteilte, wurde Bowyer dazu ausersehen, diesen Akt zu verteidigen und veröffentlichte in diesem Sinn das Pamphlet The Cardinal Archbishop of Westminster and the New Hierarchy, das rasch vier Auflagen erlebte. Von da an war er für sein restliches Leben der Vorkämpfer des Katholizismus in England.
Von Juli 1852 bis Dezember 1868 vertrat Bowyer den irischen Wahlkreis Dundalk als Abgeordneter des britischen Parlaments. Als Politiker setzte er sich für die ultramontanen Interessen im Parlament ein. Nach dem Tod seines Vaters folgte er diesem am 1. Juli 1860 in der Würde als Baronet. Als der Papst im Zuge der italienischen Einigungsbewegung zunächst des Großteils seines Territoriums verlustig ging und 1870 auch noch den Rest des Kirchenstaats verlor, prangerte Bowyer zusammen mit John Pope Hennessy, John Francis Maguire u. a. im Parlament die italienischen Revolutionäre deswegen bei jeder Gelegenheit an, ebenso die von den Soldaten Viktor Emanuels II. begangenen Gräueltaten im kurz zuvor annektierten neapolitanischen Reich. Bowyer zog auch Lord Palmerston und andere als Helfershelfer der italienischen Revolutionäre agierende britische Politiker ständig zur Rechenschaft.
Nachdem Bowyer im Dezember 1868 bei seiner Kandidatur für einen Parlamentssitz für Dundalk gescheitert war, wurde er im Dezember 1874 im Rahmen des irischen Home-Rule-Interesses wieder Abgeordneter, und zwar diesmal für das County Wexford. Er verblieb bis März 1880 in dieser Funktion. Während der letzten fünf Jahre seiner politischen Laufbahn entfremdete er sich, u. a. aufgrund seiner Haltung in der italienischen Frage, mit der Liberal Party und wurde schließlich am 23. Juni 1876 aus dem Reform Club ausgeschlossen. Seine zahlreichen Schreiben an die Times bezogen sich vornehmlich auf religiöse und verfassungsrechtliche Fragen.
Bowyer, der sich nicht verheiratet hatte, wurde am Morgen des 7. Juni 1883 tot im Bett seiner Kanzlei gefunden, die sich im Haus Nr. 13 des King’s Bench Walk im Zentrum Londons befand; er hatte ein Alter von 71 Jahren erreicht. Der Trauergottesdienst fand in der von ihm in der Londoner Great Ormond Street erbauten römisch-katholischen Church of St. John of Jerusalem statt. Als Baronet folgte ihm sein jüngerer Bruder. Er war u. a. Ritter des Malteserordens gewesen.

## Werke
- A Dissertation on the Statutes of the Cities of Italy, and a Translation of the Pleading of Prospero Farinacio in Defence of Beatrice Cenci, with Notes, London 1838
- The English Constitution, a Popular Commentary on the Constitutional Laws of England, 1841
- Commentaries on the Modern Civil Law, London 1848
- Two readings delivered in the Middle Temple Hall, London 1850
- Commentaries on the Universal Public Law, London 1854
- The Private History of the Creation of the Roman Catholic Hierarchy in England, London 1868
- Introduction to the Study and Use of the Civil Law, and to Commentaries on the Modern Civil Law, London 1874